# Cyperus phleoides
Cyperus phleoides är en halvgräsart som först beskrevs av Christian Gottfried Daniel Nees von Esenbeck och Carl Sigismund Kunth, och fick sitt nu gällande namn av Horace Mann. Cyperus phleoides ingår i släktet papyrusar, och familjen halvgräs.

## Underarter
Arten delas in i följande underarter:
- C. p. hawaiiensis
- C. p. phleoides

## Bildgalleri

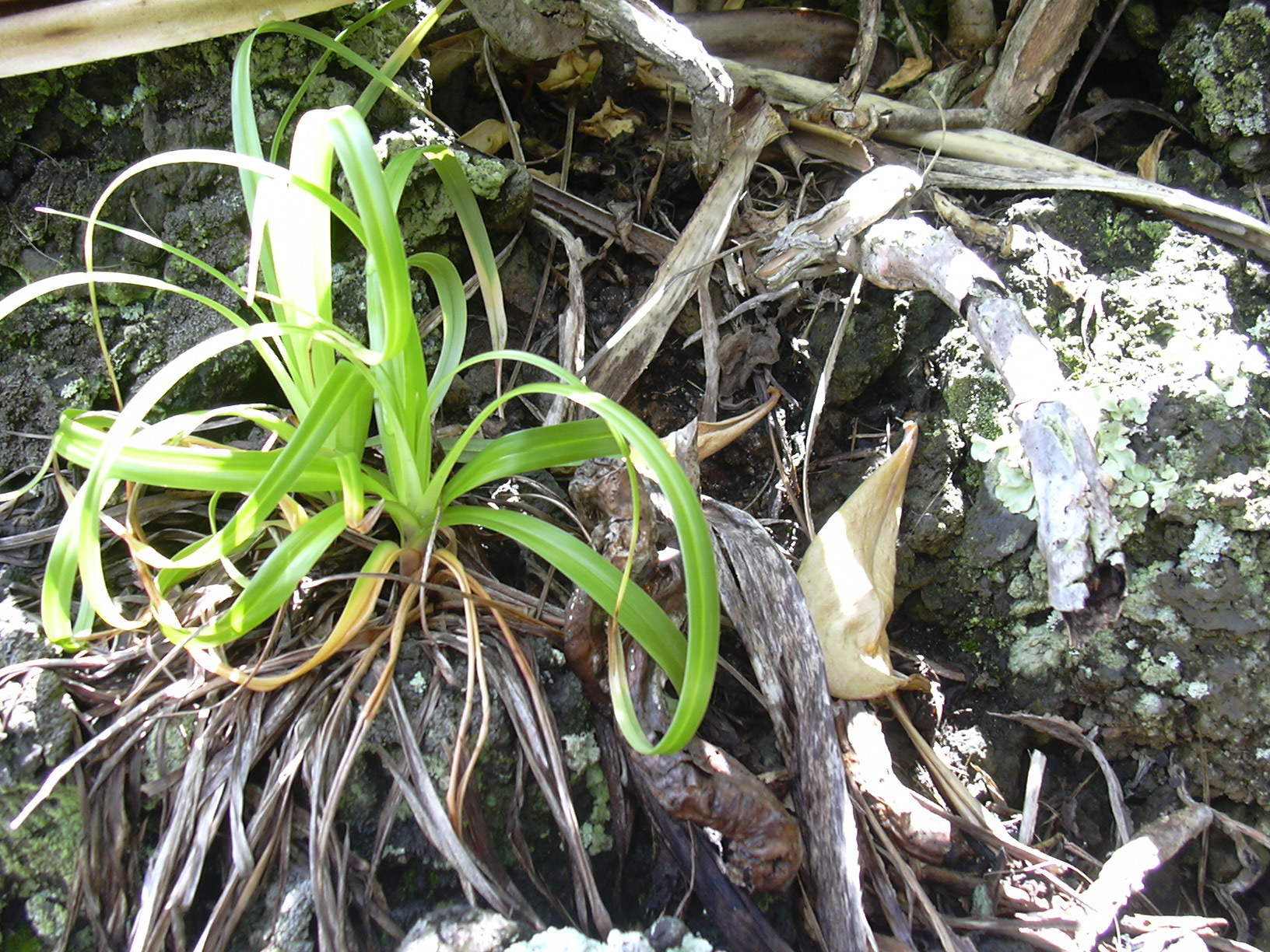
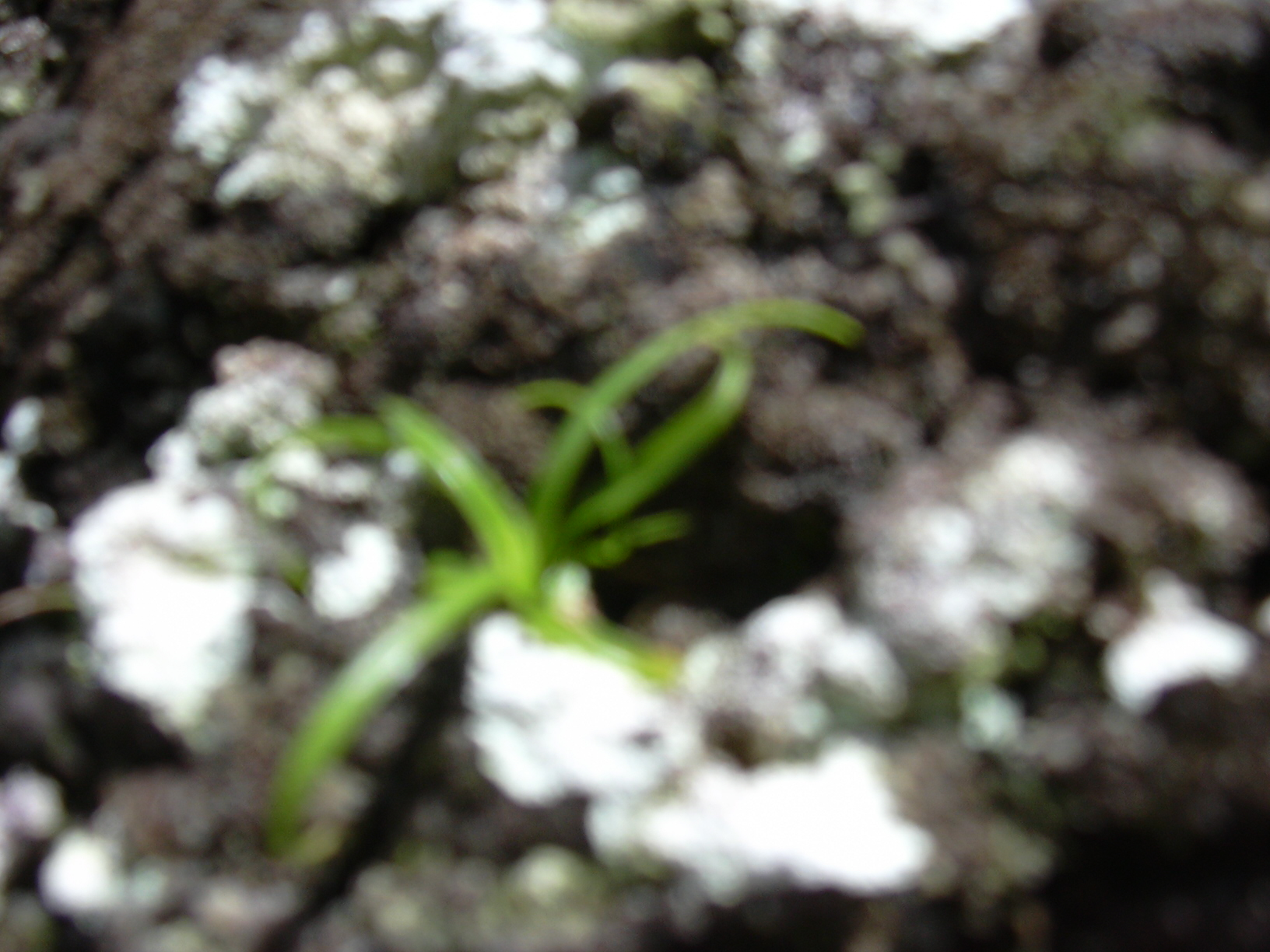
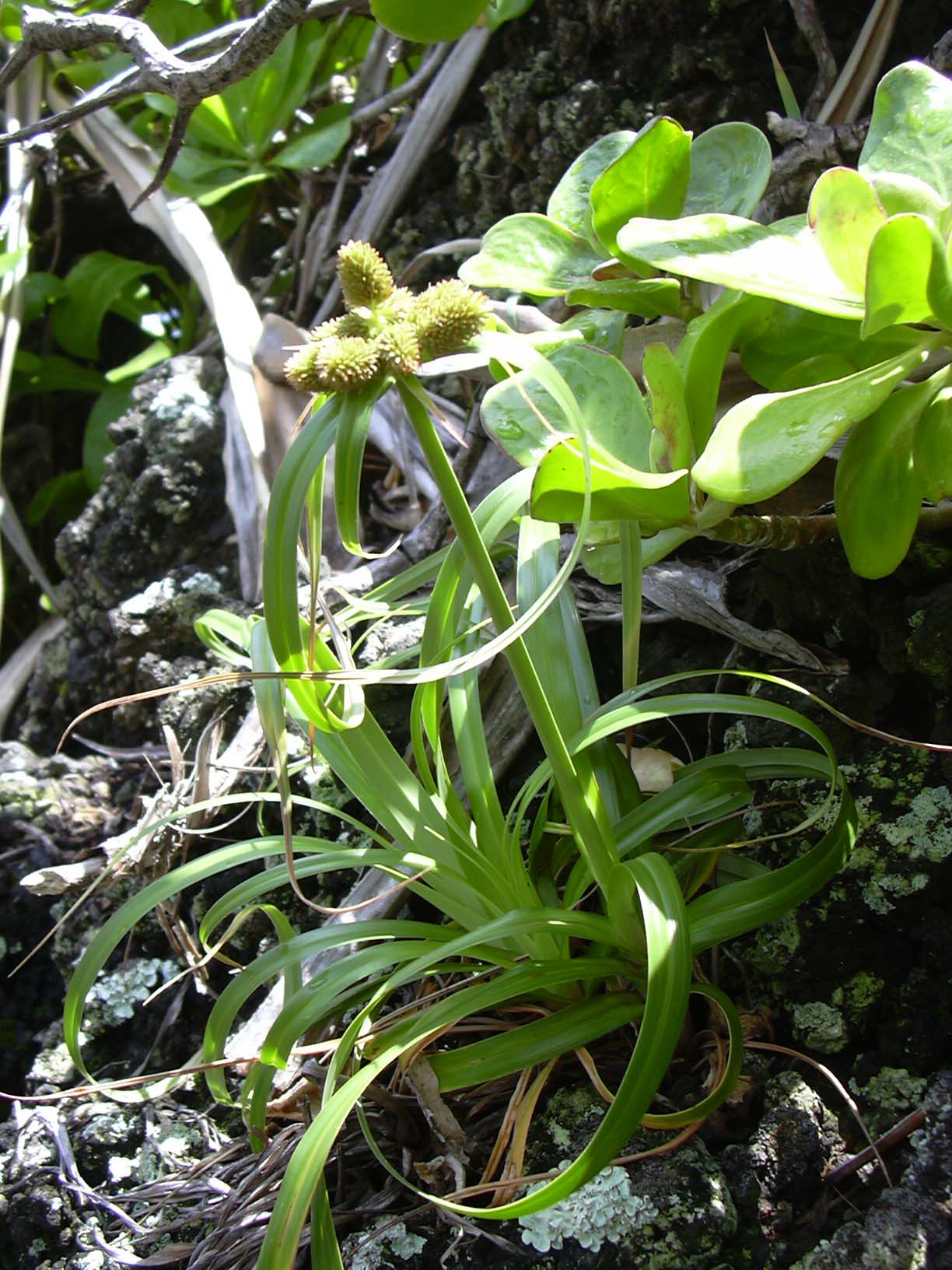
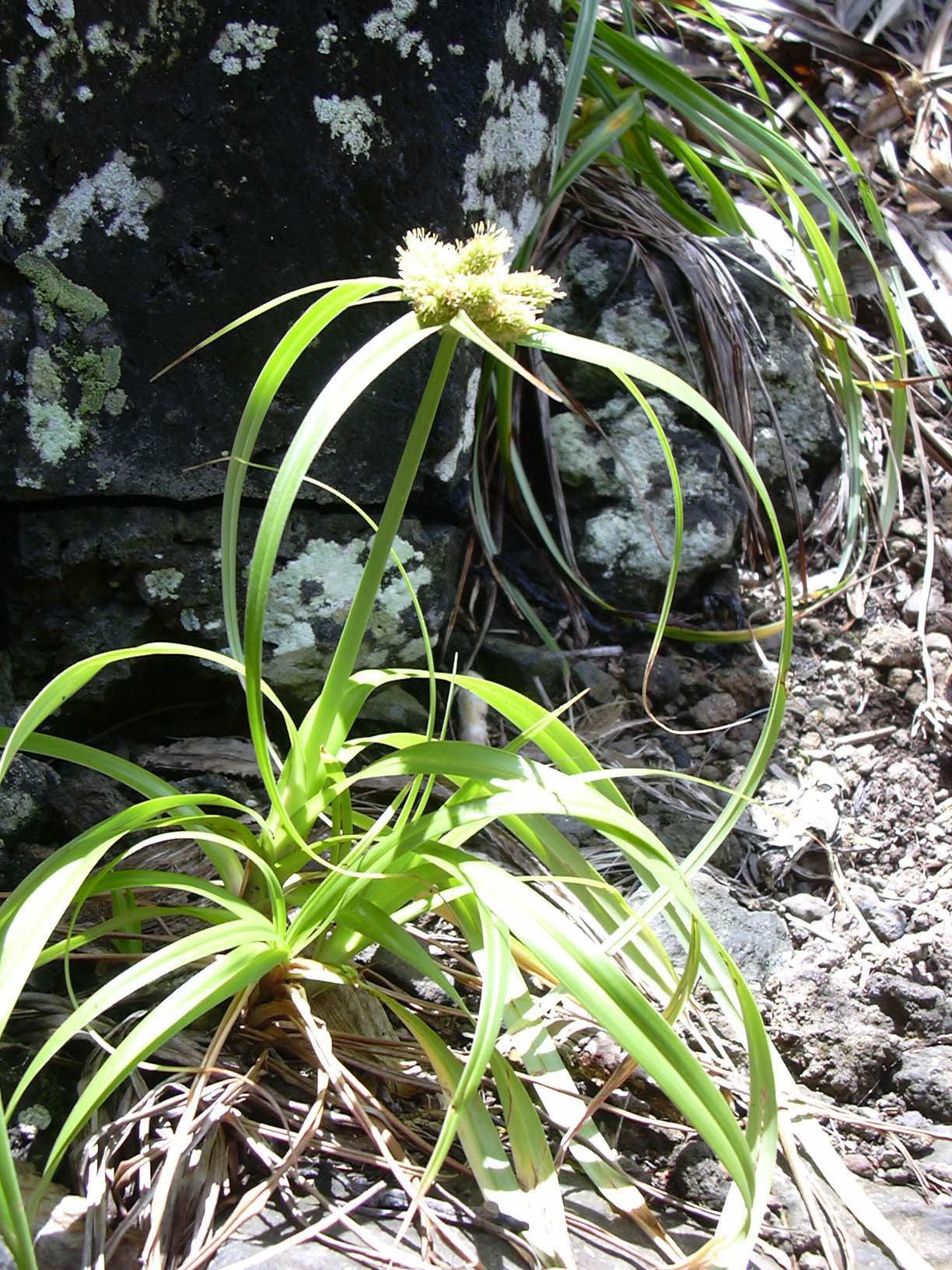